# Callosciurinae
Sous-famille
Callosciurinae est une sous-famille de rongeurs appartenant à la famille des Sciuridés.

## Liste des genres
Selon Mammal Species of the World (version 3, 2005)  (2 juin 2016) et ITIS (2 juin 2016) :
- genre Callosciurus
- genre Dremomys
- genre Exilisciurus
- genre Funambulus
- genre Glyphotes
- genre Hyosciurus
- genre Lariscus
- genre Menetes
- genre Nannosciurus
- genre Prosciurillus
- genre Rhinosciurus
- genre Rubrisciurus
- genre Sundasciurus
- genre Tamiops